# Xã Washington, Quận Dearborn, Indiana
Xã Washington (tiếng Anh: Washington Township) là một xã thuộc quận Dearborn, tiểu bang Indiana, Hoa Kỳ. Năm 2010, dân số của xã này là 1.431 người.